# كرة الضغط

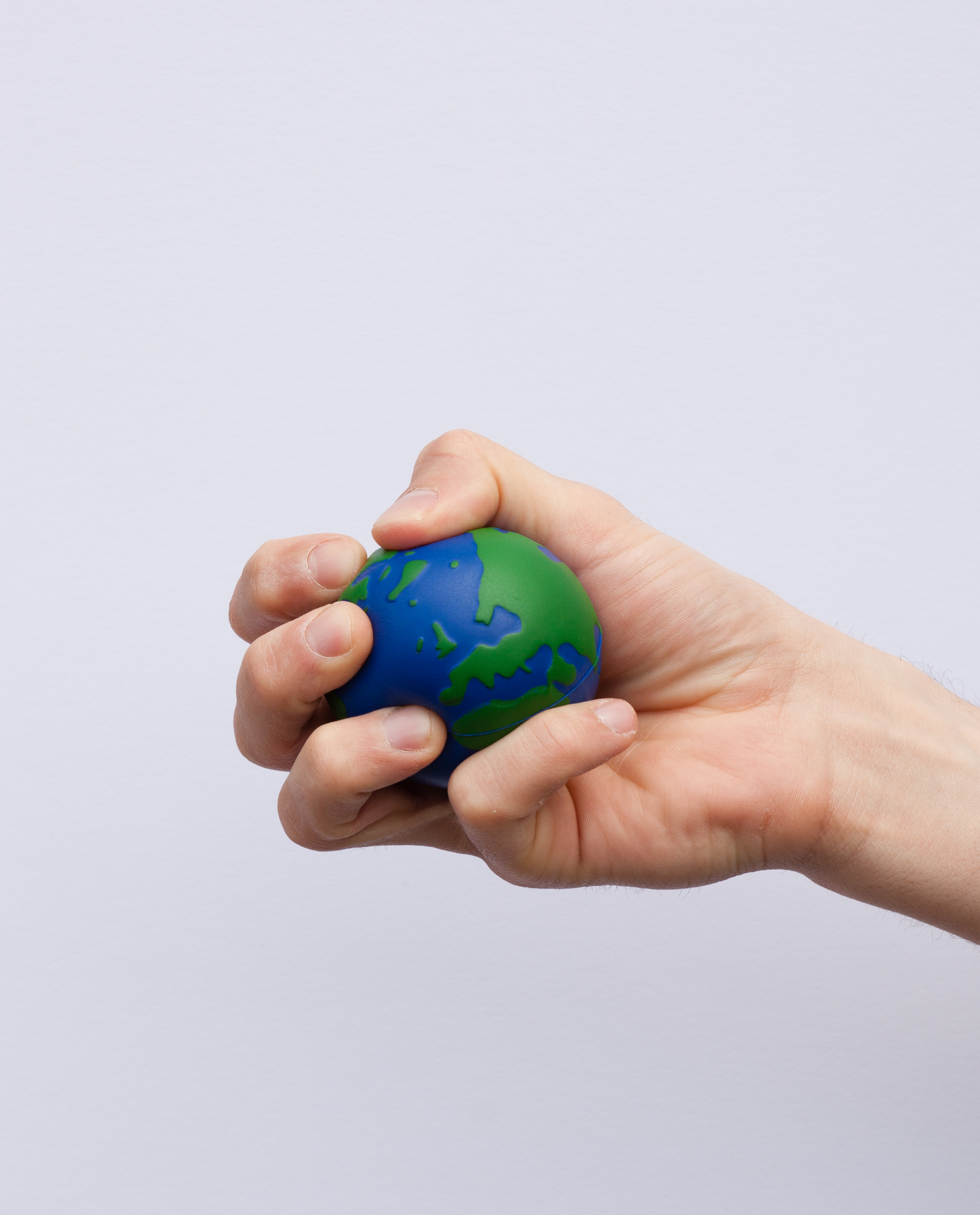
كرة الضغط على شكل الكرة الأرضية.

كرة الضغط (بالإنجليزية: stress ball) هي عبارة عن كرة مطاطية قابلة للتمدد والتقلص صغيرة الحجم للتلائم مع الكف، يتم تقليصها بالضغط عليها عدة مرات متتالية للتخلص من التوتر والضغط النفسي وذلك بتحريك عضلات السلاميات (الإصابع).